# المرأة في النيجر

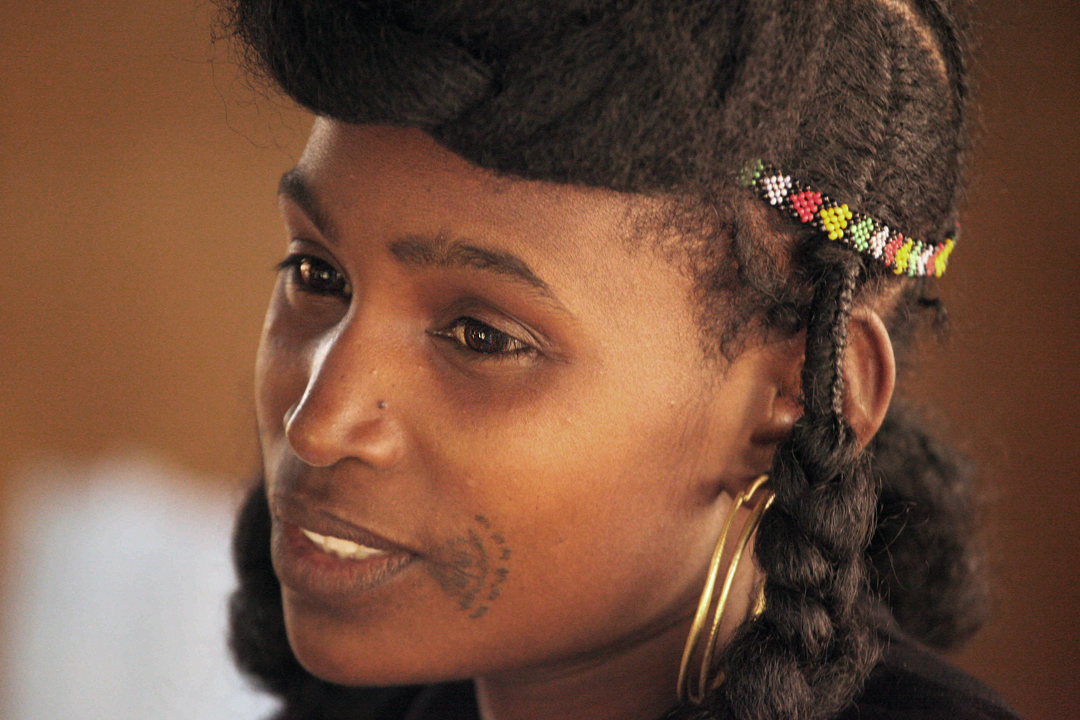
امرأة من الفولاني من النيجر

النساء في النيجر هم نساء من دولة النيجر الواقعة في غرب أفريقيا. تنتمي النساء إلى فئة السكان الذين يعتنقون الإسلام بما نسبته 98٪. تستند معظم القوانين التي اعتمدتها حكومة النيجر لحماية حقوق المرأة النيجيرية في معظم الأحيان إلى المعتقدات الإسلامية.
تتكون النساء النيجيريات -حتى لا يتم الخلط بينهن وبين النيجيريات- من مجموعة متنوعة من المجموعات العرقية. ومن بين أكبر المجموعات العرقية، نساء الهوسا، ونساء الفولاني، ونساء الزرما-سونغاي، ونساء الطوارق. يمكن التعرف على نساء الهوسا في النيجر من خلال ارتداء الملابس الخاصة بهن حيث يرتدين العباءة المصنوعة من القماش الملون مع بلوزة وربطة رأس وشال.
تقام سنويًا في 13 مايو عطلة عامة في النيجر تُعرف باليوم الوطني للمرأة النيجيرية (Journée nationale de la femme nigérienne)، إحياءً لذكرى مسيرة عام 1992 من قبل النساء في نيامي خلال فترة المؤتمر الوطني، للمطالبة بمشاركة أكبر للمرأة على المستوى الوطني. وهو عيد أصبح «ذكرى وطنية» في 25 تشرين الثاني/نوفمبر 1992.

## خلفية ثقافية
تقع النيجر في غرب أفريقيا. أصبحت مستقلة عن فرنسا في عام 1960، وحكمها حزب واحد وحكم عسكري حتى عام 1991. تتمتع معظم البلاد بمناخ صحراوي حار وجاف. يبلغ عدد سكانها ما يقرب من 20 مليون نسمة.
المجموعات العرقية هي: الهوسا 53.1٪، الزرما / سونغاي 21.2٪، الطوارق 11٪، الفولاني (بول) 6.5٪، الكانوري 5.9٪، القرم 0.8٪، العرب 0.4٪، التبو 0.4٪، أخرى 0.9٪. وكل السكان تقريبًا يعتنقون الإسلام.

## الأمومة والحياة الأسرية

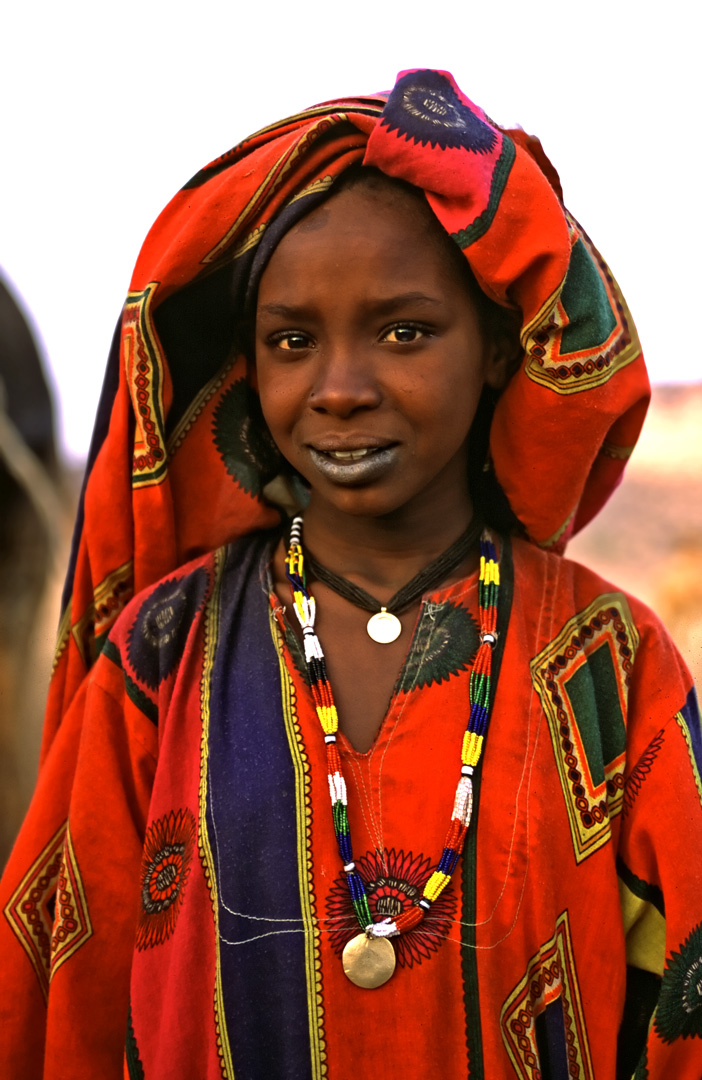
النيجر لديها أعلى معدل لزواج الأطفال وأعلى معدل خصوبة إجمالي في العالم

للأمومة في النيجر مجموعة من التعقيدات. بسبب العوامل الاقتصادية، وعدم كفاية الرعاية الصحية، تكون النساء في وضع غير مؤاتٍ لإنجاب الأطفال.
زواج الأطفال شائعة في النيجر. حوالي 75٪ من الفتيات النيجيريات يتزوجن بحلول عيد ميلادهن الثامن عشر. على الرغم من أنه في بعض الأحيان تُباع الفتيات الصغيرات بتواطؤ من أسرهن في زواج الأطفال أو العمل في مجال الجنس. حيث يُسمح لتجار العبيد باستغلال فتيات لا تتجاوز أعمارهن 9 سنوات، وبيعهن إما كخادمات في المنازل أو في تجارة الجنس.
تعتبر النيجر مكانًا شائعًا للاتجار بالبشر، حيث أنها مصدر ونقطة عبور ووجهة نهائية لضحايا الاتجار داخل وخارج حدود البلاد.
يشير أعلى معدل الخصوبة الإجمالي (ما يقرب من 7 أطفال / امرأة) في العالم إلى جانب معدل ولادة مرتفع للغاية للمراهقات إلى أن الشابات في النيجر ينجبن أطفالًا بمعدل غير مسبوق. من الطبيعي أن يؤدي ارتفاع معدل زواج الأطفال إلى إنجاب أمهات صغيرات السن ومعدل خصوبة مرتفع، حيث أن متوسط العمر الوطني عند الطفل الأول للنساء في النيجر هو 18.1 عامًا، ويحتل المرتبة الثانية بعد تشاد المجاورة.
مع زواج الأطفال، ومعدلات المواليد المرتفعة بين المراهقات، ومعدل الخصوبة الإجمالي الأكبر تأتي وفيات الأمهات. مع معدل وفيات الأمهات البالغ 555 لكل 100,000 ولادة، ويساهم الافتقار إلى الرعاية الطبية الجيدة، ومهنيي الرعاية الصحية المناسبين، والرفاهية الاقتصادية في ارتفاع معدل وفيات الأمهات في النيجر.

## حقوق المرأة
معدل القراءة والكتابة في النيجر هو واحد من أدنى المعدلات في العالم. المتوسط الوطني هو 19.1٪ مع تعليم النساء عند 11٪، وهو أدنى مستوى في العالم.
هذه البيانات لمن هم في سن الـ 15 وما فوق الذين يمكنهم القراءة والكتابة. العنف القائم على النوع الاجتماعي منتشر في كل مكان في النيجر. تُعامل النساء معاملة سيئة للغاية، والبيانات تدعم ذلك. تتمتع النيجر بأعلى معدل خصوبة ومعدل مواليد في العالم، إلى حد بعيد. هناك القليل من المساعدة القضائية عندما يتعلق الأمر بمحاكمة المعتدين.
أفيد أن بعض النساء في النيجر يجدن أنه من الطبيعي أن يقعن ضحايا للعنف المنزلي. غالبًا ما تسود الممارسات التقليدية لأن المجتمع يعتبر المرأة أقل شأناً وبالتالي من المعتاد ترك المعتدى عليه دون عدالة. إضفاء الشرعية على العنف ضد المرأة النيجيرية من قبل أجيال من هذه الثقافة وبالكاد أي لوائح قانونية لتغيير مسارها. تم اتخاذ أحكام للحد من انتشار العنف، لكنها لم تكن قادرة على إحداث تغيير ملحوظ.